# 어쿠스틱 알케미
어쿠스틱 알케미(Acoustic Alchemy)는 영국의 스무스 재즈 밴드이다.

## 초창기
1980년대 미국에는 스무스 재즈 연주자가 많았지만 영국에서는 소수의 사람들만이 이 장르를 들었다. 사이먼 제임스(통기타)와 닉 웹(클래식기타)이 영국에서 이 장르의 첫 개척자가 되었다. 제임스와 웹은 둘이서 첫 음반을 내 봤지만 많은 손실을 입었다. 몇 년 후 제임스가 밴드를 떠나자 웹은 런던의 술집밴드에서 발견한 기타 연주자 그렉 카마이클을 섭외했다.
둘은 미국과 영국 사이를 오가는 버진 어틀랜틱 항공사 비행기의 기내밴드로 연주를 하기 시작했다. 그러던 중 테네시주의 내슈빌에 위치한 음반기획사 MCA에 데모를 보냈는데, 6개월 후 승낙되었다. 1987년에 나온 첫 번째 음반 《Red Dust And Spanish Lace》을 작업하면서 비슷한 취향을 가진 마리오 아르간도냐(타악기)와 버트 스막(드럼)이 합류하게 되었다. 이 음반은 독일 본에 있는 '한자 하우스 스튜디오'에서 녹음했는데, 이 후로도 많은 작업을 이곳에서 하게 된다. 여기서 만난 음향기사 클라우스 게누이트도 이후로 많은 작업을 같이 하게 된다.
《Red Dust And Spanish Lace》는 출시되자 마자 큰 인기를 얻었다. 첫 번째 싱글 《Mr. Chow》는 중국 음악과 래게를 섞었다. 그 후 1988년에 《Natural Elements》가, 1989년에 《Blue Chip》가 MCA에서 더 나왔다.

## 대중화
어쿠스틱 알케미는 곧 MCA가 세계에서 가장 큰 재즈 회사인 GRP Records를 인수하면서 자연스럽게 소속사를 옮겼다. 그러면서 6장의 음반을 더 냈다. 1990년에 낸 《Reference Point》에서는 재즈의 고전인 데이브 브루벡의 테이크 파이브를 연주했다. 이듬 해에는 《Back On The Case》를 내 좋은 평가를 받았다.
이어서 웹은 1982년과 1987년 사이에 제임스와 녹음했던 14곡을 모음집 《Early Alchemy》, 《The New Edge》, 《Against the Grain》을 통해 공개했다.
1996년에는 8번째 음반인 《Arcanum》을 위해 가장 인기있었던 곡들을 다시 녹음하기로 했다. 작업은 런던의 파인우드 스튜디오즈에서 이루어졌다. 런던 메트로폴리탄 관현악단이 참여했다.
《Positive Thinking》은 웹과의 마지막 음반이 되었다. 웹은 췌장암 진단을 받고도 녹음 시작했지만, 결국 연주를 하지 못하게 될 정도로 병이 악화되었다. 웹은 1998년 2월 5일에 죽었다. 이 음반은 이 어쿠스틱 알케미의 명반에 꼽힌다.

## 1999: 재편성 그리고 변화
Nick Webb이 죽고난 뒤, Greg Carmichael이 밴드에 계속 남아 있기로 결정했지만, 많은 것이 달라졌다..  그는 연습생 Miles Gilderdale을 그의 파트너로 결정했고, 밴드는 EMI로 소속사를 옮겼다. 그곳에서 'Higher Octave Music'에 있던 동료인 기타리스트 Craig Chaquico와 같이 3rd Force라는 이름으로 데뷔했다. 그 첫앨범 The Beautiful Game (2000)이 극적인 변화를 주게 된다. 그리고 더 강해진 영향력으로  모든 장르에 나타나게 되고, 실험이 성공함으로써 다양성이라는 열쇠를 잡은 새로운 밴드가 된다.
The Beautiful Game활동 중 들어온 Fred가 흰색 키보드를 연주했다. 영국 북부에서 온 그는 30세로 현재 자신의 앨범을 만들고 있다.
AArt (2001) 가 다음 해에 나오고, 그들이 가장 오랫동안 활동한 음반이다. 1시간이 넘는 연주, 14개의 음악이 들어있고, 그리고 색소폰 연주자 Jeff Kashiwa가 이 앨범에 활동하며 그래미 상에 추천되었다.
Acoustic Alchemy의 13번째 앨범, Higher Octave가 참여한, Radio Contact (2003)는 처음으로 Little Laughter라는 음악에서 보컬을 삽입했다. 연주는 Jo Harrop이 맡았다. Harrop은 후방의 보컬리스트였고, 라틴 가수 Enrique Iglesias의 콘서트 도중 Gilderdale이 발견했다. 
Acoustic Alchemy의 14번째 앨범, American/English (2005),는 11곡으로, 더 넓은 범위의 장르까지 변화를 주었고, Acoustic Alchemy가 가지고 있는 음색 모두를 표현한다.
2006년 초에, 베이스 기타리스트 Frank Felix가 밴드를 떠나고, 베이스 기타리스트 모집에 집중하기로 했다. 지금은 두 명의 기타리스트가 찼지만 이전에는 Incognito와 Down to the Bone (밴드), 영국에 있는 Julian Crampton 그리고 미국에 있던 Gary Grainger(장기간 있던 드러머 Greg Grianger의 동생)와 섭외요청을 했었다.
GRP는 Acoustic Alchemy에 대한 다큐멘터리 풍의 비디오, 'Best Kept Secret'라는 비디오를 2006년 7월 25일에 재발매하기로 한다. 이것은 DVD로 나왔고, 라이브 공연과 다큐멘터리들, Nick Webb에 대한 특징을 담고 있다. 전국적인 국제 팬들을 위한 것이다.
2007년 2월 4일, Acoustic Alchemy는 새 앨범, This Way를 발표했다. 미국에서는 2007년 7월 6일에 나왔다. 11개의 곡이 있고, 트럼펫 연주자 Rick Braun이 특별히 참여했다.

## 음반

### 싱글
- 1991년, GRP Records가 발매한 'GRP 크리스마스 컬렉션 - 2탄'의 7번 곡 The Early of Salisbury's Pavane가 어쿠스틱 알케미의 곡이다.

### DVD
- Sounds of St. Lucia: Live (2003)
- Best Kept Secret (2006)

### 앨범
| 년도   | 제목                              | 일원             | 일원            | 일원                           | 일원                             | 일원                               | 일원                      | 일원                           | 일원                                                                                        |  |
| 년도   | 제목                              | 통기타           | 클래식 기타     | 전기 기타                      | 베이스 기타                      | 키보드                             | 드럼                      | 타악기                         | 그 외                                                                                       |  |
| ------ | --------------------------------- | ---------------- | --------------- | ------------------------------ | -------------------------------- | ---------------------------------- | ------------------------- | ------------------------------ | ------------------------------------------------------------------------------------------- |  |
| 1987년 | Red Dust And Spanish Lace         | 닉 웹, 존 파슨스 | 그렉 카마이클   |                                | Werner Kopal                     | Rainer Bruninghaus                 | 버트 스막                 | 마리오 아르간도냐              |                                                                                             |  |
| 1988년 | Natural Elements                  | 닉 웹, 존 파슨스 | Greg Carmichael |                                | Konrad Mathieu                   | Rainer Bruninghaus                 | Bert Smaak                | Mario Argandoña                |                                                                                             |  |
| 1989년 | Blue Chip                         | Nick Webb        | Greg Carmichael | John Parsons                   | Klaus Sperber                    | Rainer Bruninghaus                 | Bert Smaak                | Mario Argandoña                | Karl-Heinz Wiberny (색소폰)                                                                 |  |
| 1990년 | Reference Point                   | Nick Webb        | Greg Carmichael |                                | Patrick Bettison, Abe White      | Terry Disley                       | Dan Tomlinson             | Mario Argandoña                | Randy Brecker (트럼펫, Flugelhorn), Little Terry Dee (하모니카)                             |  |
| 1991년 | Back On The Case                  | Nick Webb        | Greg Carmichael |                                | Klaus Sperber                    | Terry Disley                       | Bert Smaak                | Mario Argandoña                | Ludwig Gotz (트럼본)                                                                        |  |
| 1992년 | Early Alchemy                     | Simon James      |                 | Jeff Clyne, Ron Mathewson      |                                  |                                    | Mario Argandoña           | The Violettes (String quartet) |                                                                                             |  |
| 1993년 | The New Edge                      | Greg Carmichael  |                 | Dave Pomeroy, Patrick Bettison | Rainer Bruninghaus, Terry Disley | Dan Tomlinson                      | Mario Argandoña           | Derrick James (색소폰)         |                                                                                             |  |
| 1994년 | Against The Grain                 | Nick Webb        | Greg Carmichael | John Parsons                   | Paul Harriman                    | Mike Herting, Terry Disley         | Bert Smaak                | Mario Argandoña                |                                                                                             |  |
| 1996년 | Arcanum                           | Nick Webb        | Greg Carmichael | John Parsons                   | Dennis Murphy                    |                                    | John Sheppard             | Mario Argandoña                |                                                                                             |  |
| 1998년 | Positive Thinking...              | John Parsons     | Greg Carmichael | Miles Gilderdale               | Dennis Murphy                    | Rainer Bruninghaus                 | John Sheppard             | Mario Argandoña                |                                                                                             |  |
| 2000년 | The Beautiful Game                | Miles Gilderdale | Greg Carmichael | Miles Gilderdale, John Parsons | Frank Felix                      | Anthony "Fred" White               | Geoff Dunn                | Scooter de Long                | Terry Disley (피아노)                                                                       |  |
| 2001년 | AArt                              | Miles Gilderdale | Greg Carmichael | Miles Gilderdale               | Frank Felix                      | Anthony "Fred" White               | Pete Lewinson             | Richard Bull                   | Terry Disley (피아노), Fayyaz Virji (Trombone), Snake Davis, Jeff Kashiwa (색소폰)          |  |
| 2002년 | The Very Best of Acoustic Alchemy | Various          | Various         | Various                        | Various                          | Various                            | Various                   | Various                        | Various                                                                                     |  |
| 2003년 | Sounds of St. Lucia: Live         | Miles Gilderdale | Greg Carmichael |                                | Frank Felix                      | Anthony "Fred" White               | Richard Brook             |                                |                                                                                             |  |
| 2003년 | Radio Contact                     | Miles Gilderdale | Greg Carmichael | Miles Gilderdale               | Frank Felix                      | Anthony "Fred" White, Jamie Norton | Greg Grainger             | Mario Argandoña                | Neil Cowley (피아노), Jo Harrop (Vocal), Eddie M (색소폰)                                   |  |
| 2005년 | American/English                  | Miles Gilderdale | Greg Carmichael | Miles Gilderdale               | Frank Felix                      | Anthony "Fred" White, Jamie Norton | Greg Grainger, Bert Smaak |                                | Eddie M (색소폰)                                                                            |  |
| 2007년 | This Way                          | Miles Gilderdale | Greg Carmichael | Miles Gilderdale               | Julian Crampton                  | Anthony "Fred" White               | Greg Grainger, Bert Smaak |                                | Neil Cowley (피아노), Terry Disley (피아노), Rick Braun (Flugelhorn), Jeff Kashiwa (색소폰) |  |
| 2011년 | Roseland                          |                  |                 |                                |                                  |                                    |                           |                                |                                                                                             |  |